# Cyanopepla fulgurata
Cyanopepla fulgurata är en fjärilsart som beskrevs av William James Kaye 1919. Cyanopepla fulgurata ingår i släktet Cyanopepla och familjen björnspinnare. Inga underarter finns listade i Catalogue of Life.